# كروفورد دوغلاس
كروفورد دوغلاس هو سياسي كندي، ولد في 10 فبراير 1931 في جيلف في كندا. حزبياً، نشط في الحزب الليبرالي الكندي. وقد انتخب عضو مجلس العموم الكندي.